# Peter Friis Jensen
Peter Friis Jensen (født 2. maj 1988) er en dansk fodboldspiller, der spiller for Vendsyssel FF.

## Karriere
Friis Jensen startede sin karriere i IF Midtdjurs, inden han skiftede til Randers FC i 2004.

### Randers FC
Friis Jensen startede sin professionelle karriere i Randers FC i 2008, men slog først igennem på klubbens førstehold i sæsonen 2013/14, hvor han spillede 23 kampe i Superligaen. I sommerpausen sikrede Randers FC sig en ny målmand i Karl-Johan Johnsson, hvilket var medvirkende til at Friis Jensen blev solgt til Viborg FF umiddelbart efter
der siden 1. januar 2008 har været målmand i Randers FC.

### Viborg FF
Den 16. juli 2014 blev det offentliggjort, at Peter Friis Jensen havde indgået en tre-årig kontrakt med Viborg FF, der netop var rykket ned fra Superligaen til 1. division.
Den 5. juni 2017 offentliggjordes det, at Peter Friis sammen med en række andre spillere ikke ville få forlænget deres kontrakter i Viborg FF.

### Silkeborg IF
Friis skrev medio juni 2017 under på en toårig kontrakt med Superligaklubben Silkeborg IF.

### Vendsyssel FF
Den 8. juli 2019 skrev Friis under på en aftale med Vendsyssel FF, og kontrakten havde en varighed af to år. Han blev oprindeligt hentet ind som reserve for Nicolai Flø, men efter en svær sæsonstart for ham fik Friis Jensen sin debut for Vendsyssel FF i 1. division den 1. september 2019, da han stod alle 90 minutter i en 1-0-sejr hjemme over Hvidovre IF.